# Crash Bandicoot: The Wrath of Cortex
Crash Bandicoot: The Wrath of Cortex (wydana w Japonii jako Crash Bandicoot 4: Sakuretsu! Majin Power (jap. クラッシュ・バンディクー4 さくれつ! 魔人パワー Kurasshu Bandikū Fō: Sakuretsu! Majin Pawā; dosł. Crash Bandicoot 4: Eksplozja! Magiczna Siła)) – platformowa gra komputerowa wydana w latach 2001 i 2002 na konsole PlayStation 2, Xbox i Nintendo GameCube. Szósta część serii Crash Bandicoot.

## Postacie
W The Wrath of Cortex pojawiają się bohaterowie znani z poprzednich części oraz dwie nowe postacie: Crunch Bandicoot i Elementale.
| Bohater           | Aktor w angielskiej wersji                                                              | Japoński seiyū                                                                                     |
| ----------------- | --------------------------------------------------------------------------------------- | -------------------------------------------------------------------------------------------------- |
| Crash Bandicoot   | Brendan O’Brien                                                                         | Kappei Yamaguchi                                                                                   |
| Coco Bandicoot    | Debi Derryberry                                                                         | Ema Kogure                                                                                         |
| Aku Aku           | Mel Winkler                                                                             | Kenichi Ogata                                                                                      |
| Doktor Neo Cortex | Clancy Brown                                                                            | Shōzō Iizuka                                                                                       |
| Uka Uka           | Clancy Brown                                                                            | Ryūzaburō Ōtomo                                                                                    |
| Crunch Bandicoot  | Kevin Michael Richardson                                                                | Yūji Kishi                                                                                         |
| The Elementals    | Thomas F. Wilson (Rok-Ko) R. Lee Ermey (Wa-Wa) Mark Hamill (Py-Ro) Jess Harnell (Lo-Lo) | Toshiaki Kuwahara (Rok-Ko) Kappei Yamaguchi (Wa-Wa) Toshitaka Shimizu (Py-Ro) Masaru Ikeda (Lo-Lo) |

## Tworzenie gry
The Wrath of Cortex w trakcie produkcji wiele razy było zmieniane pod względem rozgrywki. W założeniach gra miała być mniej liniowa – z dużymi otwartymi przestrzeniami, w porównaniu do wcześniejszych gier z serii. Przybrała ona jednak obecny, końcowy kształt w obawie twórców przed zepsuciem założeń poprzednich tytułów z serii (w recenzjach została jednak później skrytykowana za brak innowacji w rozgrywce). Podjęta została między innymi decyzja o usunięciu: skrzyń Elementali, które mogły po zniszczeniu ujawniać ukryte pomieszczenia, Coco podążającej za Crashem w pierwszych poziomach gry, a także sceny, w której Coco zostaje porwana przez dużego goryla i ma zostać złożona w ofierze poprzez wrzucenie do wulkanu oraz większych możliwości wykorzystania jeepa.
Muzyka do gry została skomponowana przez Swallow Studios. Składa się głównie z utworów electronic dance. Techno remix tematu muzycznego Warped został wykorzystany w ekranie tytułowym.

## Bossowie
- Crunch-ziemia – pojedynek Crasha i Cruncha, zamkniętych w kulach na małej wklęsłej arenie.
- Crunch-woda: – Crunch staje się wodnym potworem; strzela w gracza niebieską i zieloną plazmą.
- Crunch-ogień – ognisty Crunch obrzuca głazami uciekającego Mechem Crasha.
- Crunch-wiatr – Crunch jako latający duch; gracz atakuje go z małego samolotu.
- Crunch-normal – połączenie wszystkich żywiołów na niewielkiej arenie.

## Odbiór gry
The Wrath of Cortex była pierwszą grą w serii Crash Bandicoot wydaną poza platformą Sony. Z powodu swojej wieloplatformowości, różne edycje odznaczały się odmienną jakością grafiki. Wersja na konsolę PlayStation 2 była doceniana za prawidłowe modele i cieniowanie tekstur, ale krytykowana za zbyt długi czas ładowania gry. W wersja na konsolę Xbox rozwiązany został problem ładowania oraz wykorzystano ulepszony system cieniowania, a na modelach postaci widoczne było futro. Wersja dla Nintendo GameCube wykorzystywała natomiast możliwość połączenia konsoli GameCube z GBA, oferując w tym przypadku strzelankę Crash Blast, dostępną na Game Boy Advance.
Gra była głównie krytykowania za brak innowacji w stosunku do poprzednich części, liniową fabułę, prawie identyczną do Warped. Wersja dla PlayStation 2 otrzymała średnią ocenę 66% w serwisie Metacritic, oraz 66,9% w serwisie GameRankings.